# Rhombodera tectiformis
Rhombodera tectiformis es una especie de mantis de la familia Mantidae.

## Distribución geográfica
Se encuentra en la India, Birmania y Nepal.